# السعودية في الألعاب الأولمبية الصيفية 1988
نافست السعودية في دورة الألعاب الأولمبية الصيفية 1988 في سيول، كوريا.

## النتائج حسب الحدث

### الرماية
تعتبر هذه المرة الثانية التي تشارك فيها السعودية في منافسات الرماية في دورة الألعاب الاولمبية، وقد شارك رجلين فقط من المملكة العربية السعودية. ومره أخرى، كان ترتيب المشاركين السعوديين منخفض فلقد إحتلوا المرتبة 82 و83 من أصل 84 رامي.
الرجال
| الرياضي      | الحدث  | جولة الترتيب | جولة الترتيب | الثامن النهائي | الثامن النهائي | الربع النهائي | الربع النهائي | الدور قبل النهائي | الدور قبل النهائي | النهائي  | النهائي  |
| الرياضي      | الحدث  | الدرجة       | المرتبة      | الدرجة         | المرتبة        | الدرجة        | المرتبة       | الدرجة            | المرتبة           | الدرجة   | المرتبة  |
| ------------ | ------ | ------------ | ------------ | -------------- | -------------- | ------------- | ------------- | ----------------- | ----------------- | -------- | -------- |
| سمير جودت    | الفردي | 964          | 82           | لم يتأهل       | لم يتأهل       | لم يتأهل      | لم يتأهل      | لم يتأهل          | لم يتأهل          | لم يتأهل | لم يتأهل |
| عادل الجبرين | الفردي | 921          | 83           | لم يتأهل       | لم يتأهل       | لم يتأهل      | لم يتأهل      | لم يتأهل          | لم يتأهل          | لم يتأهل | لم يتأهل |

### ألعاب القوى
سباق الموانع رجال 3.000 متر 
- محمد الدوسري

1. التوقيت — 8:45.25
2. الدور قبل النهائي — 8:44.22 (→ لم يتأهل)

سباق 100 متر 
- محمد فهد البيشي

1. التوقيت — 10.85

رمي الرمح رجال
- عبد العظيم العليوات

- النتيجة — 56.32 متر (→ لم يتأهل)